# Nikolai Alexandrowitsch Semichatow
Nikolai Alexandrowitsch Semichatow (russisch Николай Александрович Семихатов; * 10. Dezember 1918 in Poltschanikowka, Ujesd Saratow; † 12. April 2002 in Jekaterinburg) war ein sowjetisch-russischer Elektroingenieur und Hochschullehrer.

## Leben
Nikolai Semichatow kam 1920 mit seinen Eltern nach Moskau. Er besuchte dort die Mittelschule Nr. 168 mit Abschluss 1937 und studierte dann an der Fakultät für Elektrophysik des Moskauer Energetischen Instituts (MEI) mit Abschluss 1942. Darauf arbeitete er als Ingenieur im gerade gegründeten Konstruktionsbüro des Werks 465 in Barnaul, aus dem das Forschungsinstitut 20 und schließlich das Forschungsinstitut für Elektromechanik (NIEMI) wurde. Im September 1942 meldete er sich freiwillig zur Roten Armee und machte den Deutsch-Sowjetischen Krieg an den westlichen Fronten mit viermaliger Verwundung mit.
Nach der Demobilisierung trat Semichatow 1946 in Moskau in das gerade gegründete Forschungsinstitut 885 (jetzt Piljugin-Zentrum für Automatik und Apparatebau) ein und arbeitete bei dem führenden Konstrukteur autonomer Raketensteuerungen Nikolai Alexejewitsch Piljugin. Als 1952 für das Forschungsinstitut 885 das Strategische Konstruktionsbüro SKB-626 beim Unionswerk 626 in Swerdlowsk für die Entwicklung der Steuerungssysteme ballistischer Raketen gegründet wurde, gehörte Semichatow dort zu den jungen Konstrukteuren. 1953 wurde er Seniorwissenschaftler, und 1958 wurde das SKB-626 das Forschungsinstitut 592 (jetzt Semichatow-Forschungs- und Produktionsverbund für Automatik), dessen Hauptkonstrukteur und Leiter er dann wurde (bis 1992, dann Berater). 1959 wurde er Kandidat der technischen Wissenschaften. 1974–1984 arbeitete und lebte Semichatow in Sewerodwinsk. 1976 wurde er zum Doktor der technischen Wissenschaften promoviert.
Ab 1976 leitete Semichatow den Lehrstuhl für Funkgeräteproduktion des Uraler Polytechnischen Instituts (bis 1998). 1981 folgte die Ernennung zum Professor. 1984 wurde er Korrespondierendes Mitglied der Akademie der Wissenschaften der UdSSR (AN-SSSR). Er wurde Wirkliches Mitglied der AN-SSSR (1990), Ehrenmitglied der Akademie für Navigation und Steuerung (1996), Mitglied der Russischen Akademie für Raketen- und Artilleriewissenschaften (1998) und Mitvorsitzender des Rats der Hauptkonstrukteure des Militärisch-industriellen Komplexes des Großen Urals. Er war Mitherausgeber der Zeitschrift für Raketen- und Raumfahrttechnik (1959–1992).

## Ehrungen, Preise
- Orden des Vaterländischen Krieges II. Klasse (1944), I. Klasse (1944, 1985)[2]
- Orden des Roten Sterns (1945)[2]
- Leninorden (viermal)
- Ehrenzeichen der Sowjetunion
- Leninpreis (1959)[2]
- Held der sozialistischen Arbeit (1961)[2]
- Staatspreis der UdSSR (1968, 1978)[2]
- Verdienter Wissenschaftler der RSFSR (1978)[2]
- Demidow-Preis (2000)[2]